# ASB Classic 2012
L'ASB Classic 2012 è stato un torneo di tennis giocato all'aperto sul cemento. È stata la 29ª edizione dell'ASB Classic, che fa parte della categoria International nell'ambito del WTA Tour 2012. 
Si è giocato all'ASB Tennis Centre di Auckland in Nuova Zelanda, dal 2 al 7 gennaio 2012.

## Partecipanti

### Teste di serie
| Giocatrice | Nazionalità        | Ranking* | Testa di serie |
| ---------- | ------------------ | -------- | -------------- |
| Germania   | Sabine Lisicki     | 15       | 1              |
| Cina       | Peng Shuai         | 17       | 2              |
| Russia     | Svetlana Kuznecova | 19       | 3              |
| Italia     | Flavia Pennetta    | 20       | 4              |
| Germania   | Julia Görges       | 21       | 5              |
| Italia     | Roberta Vinci      | 23       | 6              |
| Belgio     | Yanina Wickmayer   | 26       | 7              |
| Romania    | Monica Niculescu   | 30       | 8              |

- Rankings al 23 novembre 2011.

### Altre partecipanti
Giocatrici che hanno ricevuto una wildcard per il tabellone principale:
- Sacha Jones
- Virginie Razzano
- Magdaléna Rybáriková

Giocatrici passate dalle qualificazioni:

- Jamie Hampton
- Aravane Rezaï
- Alison Riske
- Karolína Plíšková

## Campionesse

### Singolare
Zheng Jie ha battuto  Flavia Pennetta per 2-6, 6-3, 2-0 rit.
- È il quarto titolo in carriera per la Zheng, il primo del 2012.

### Doppio
Andrea Hlaváčková /  Lucie Hradecká hanno battuto  Julia Görges /  Flavia Pennetta con il punteggio di 6(2)–7, 6-2, [10-7].